# Pigeonnier du château d'Assier
Le pigeonnier du château d'Assier est un bâtiment situé sur le territoire de la commune d'Assier, en France.

## Localisation
Le pigeonnier est situé dans le département français du Lot.

## Historique
Le pigeonnier du château d'Assier a été construit par Galiot de Genouillac (1465-1546) et porte la date de 1537.
Le pigeonnier du château d'Assier est inscrit au titre des monuments historiques le 21 novembre 2005.

## Description
Avec 11 mètres de haut et 2 300 boulins, c'est le plus grand pigeonnier du Lot.